# شهرستان رفجیو (تگزاس)
شهرستان رفجیو، تگزاس (به انگلیسی: Refugio County, Texas) یک سکونتگاه مسکونی در ایالات متحده آمریکا است که در تگزاس واقع شده‌است.

## خصوصیات
شهرستان رفجیو ۲٬۱۱۸٫۶۲ کیلومترمربع مساحت دارد.